# Torrecilla del Valle
Torrecilla del Valle ist eine Ortschaft in der autonomen Gemeinschaft Kastilien und León in Spanien. Sie gehört der Provinz Valladolid und der Gemeinde Rueda an. Im Jahr 2015 lebten 17 Menschen in Torrecilla del Valle.

## Lage
Torrecilla del Valle liegt 46 Kilometer südwestlich von Valladolid.

## Bevölkerungsentwicklung
| Jahr      | 2000 | 2001 | 2002 | 2003 | 2004 | 2005 | 2006 | 2007 | 2008 | 2009 | 2010 | 2011 |
| Einwohner | 21   | 21   | 21   | 17   | 19   | 18   | 19   | 20   | 18   | 17   | 16   | 16   |